# Shushufindi (canton)
Shushufindi est avec 50 456 habitants, le deuxième canton le plus peuplé après le canton de Lago Agrio dans la province de Sucumbíos au Nord de l'Équateur.  chef-lieu de canton est la ville éponyme de Shushufindi. 

## Toponymie
Le nom de Shushufindi vient de l'adjonction de deux mots du dialecte Cofan : Shushu (cochon) et findi (colibri) deux espèces endogènes dans cette region de l'Amazonie.  

## Géographie

### Découpage administratif
Superficie: 2 463,01 km²

## Politique
Le maire de canton actuel pour la période 2019 - 2023 est Esperanza Torres